# 长汀镇站
长汀镇站，位于中华人民共和国黑龙江省牡丹江市海林市长汀镇，是火龙沟铁路上的火车站，建于1901年，由哈尔滨铁路局管辖。

## 車站周邊
- 闿福门大酒店
- 大海林第四中学

## 歷史
- 建于1901年。

## 外部連結
- 中国铁路客户服务中心 （页面存档备份，存于）